# Пересветов, Иван Семёнович
Иван Семёнович Пересве́тов (сер.-втор. пол. XVI века; точные годы жизни неизвестны) — русский политический философ, публицист, светский писатель; один из самых ярких представителей русской общественно-политической мысли середины XVI века.
Автор самостоятельной концепции о «вере и правде», идеолог дворянства; известен сочинениями против старой наследственной аристократии (бояр). Некоторые историки (С. Л. Авалиани, М. Г. Худяков, И. И. Полосин, Д. Н. Альшиц) считали фигуру Пересветова фиктивной, а действительными авторами приписываемых ему сочинений А. Ф. Адашева и Ивана Грозного. Согласно исследованиям Я. С. Лурье, подробные сведения о жизни Пересветова за пределами Русского государства, представленные в его произведениях, содержат множество таких деталей, которые свидетельствуют в пользу реальности описанной истории жизни их автора.

## Биография
Считается, что Иван Пересветов был выходцем из западнорусских земель, «королевский дворянин» Великого княжества Литовского. В 1520—1530-х годах он служил в польско-литовских войсках, в конце 1538 или начале 1539 года через Молдавию выехал в Русское государство.
В конце 1549 года Пересветов передал русскому царю Ивану IV Грозному свои сочинения («две книжки» — Большую и Малую челобитные), написанные от имени «Петра, молдавского воеводы».

## Взгляды
В сочинениях (сохранились в списках XVII века), Пересветов выступает обличителем боярства, за удовлетворение основных требований «воиников» (см. войнуки), то есть дворян.
Продвижение по службе, по Пересветову, должно было происходить в соответствии с личной выслугой, а не «породой». Выступал за укрепление самодержавия в союзе с дворянством. Обличал вельмож и призывал к царской «грозе».
Его программа государственных реформ совпадала в значительной степени с политикой Избранной рады.
Был сторонником завоевания Казанского ханства. Отмечал симпатии к России порабощенных турками славянских народов.
Утверждал, что «правда» выше «веры», однако здесь нужно герменевтически верно понимать, что такое «правда Пересветова». Высказывался против существования холопства и кабальной зависимости. Придавал огромное значение книгам и философской «мудрости», которыми должен руководствоваться монарх при проведении преобразований.
Сочинение Пересветова «Сказание о Магмет-салтане», в котором автор рисует образ идеального, мудрого правителя, вероятно, является первой в России утопией, которой придана занимательная, беллетризированная форма, если не считать таковой «Сказание о Дракуле воеводе».

## Сочинения
- «Малая челобитная» (царю Ивану IV)
- «Большая челобитная» с программой политических реформ
- «Сказание о Магмете-султане»
- «Сказание о царе Константине»
- «Сказание о взятии Константинополя турками», переделка «Сказания о Царьграде» Нестора Искандера (вторая половина XV века).